# Mother McCree's Uptown Jug Champions
Mother McCree's Uptown Jug Champions était un groupe de musique folk précurseur de Grateful Dead car il a été la première collaboration musicale entre Jerry Garcia, Bob Weir  et Ron Pigpen McKernan, membres fondateurs des Grateful Dead.
Les autres membres du groupe étaient  Tom Stone, Dave Parker et Michael Garbett.
Le groupe n'a produit qu'un album. Il s'agit d'un album du concert  au Top of the Tangent à Palo Alto en  Californie en juillet 1964. Le disque est sorti en 1999.

## les morceaux
1. "Overseas Stomp" (Will Shade)
2. "Ain't It Crazy" (Sam "Lightning" Hopkins)
3. Boo Break
4. "Yes She Do, No She Don't" (Peter DeRose, Jo Trent)
5. "Memphis" (Chuck Berry)
6. "Boodle Am Shake" (Jack Palmer, Spencer Williams)
7. "Big Fat Woman" (Huddie Ledbetter)
8. "Borneo" (traditional)
9. "My Gal" (traditional)
10. "Shake That Thing" (Papa Charlie Jackson)
11. "Beat It On Down the Line" (Jesse Fuller)
12. "Cocaine Habit Blues" (traditional)
13. "Beedle Um Bum" (Booker T. Bradshaw)
14. "On the Road Again" (traditional)
15. "The Monkey and the Engineer" (Jesse Fuller)
16. "In the Jailhouse Now" (Jimmie Rodgers )
17. "Crazy Words, Crazy Tune" (Jack Yellen, Milton Ager)
18. Interview du groupe

## Musiciens
- Jerry Garcia – guitare, kazoo, banjo, chant
- Ron "Pigpen" McKernan – harmonica, chant
- Bob Weir – guitare, washtub bass, foot crusher, jug, kazoo, chant
- Dave Parker – washboard, kazoo, tin cup, vocals
- Tom Stone – banjo, mandoline, guitare, chant
- Mike Garbett – washtub bass, guitare, kazoo